# Al Ashah (huyện)
Huyện Al Ashah là một huyện thuộc tỉnh Amran, Yemen. Đến thời điểm năm 2003, huyện này có dân số 43859 người